# Tlapanaloya
Tlapanaloya o también llamado Tlapanaloya (Tetlapanaloyan en náhuatl «piedra de cal quebrada».) es una localidad mexicana y una delegación del municipio de Tequixquiac en el Estado de México. Está ubicada al norte de la Ciudad de México y al oriente del pueblo de Santiago Tequixquiac. Es la segunda comunidad más poblada del municipio, según el censo de 2010 tiene una población de 6466 habitantes.
El pueblo de Tlapanaloya fue uno de los viejos altépetl del imperio mexica, estaba bajo control tributario de la provincia de Hueypoxtla, su población originaria eran los otomíes, los cuales vivieron dispersos hasta la llegada de los ibéricos. Con la conquista española, algunas familias de España y Portugal se establecieron en los alrededores, construyeron fincas, ranchos y haciendas que tributaban bajo control del Virreinato.
Actualmente, el pueblo de Tlapanaloya forma parte del municipio de Tequixquiac desde 1820 cuando se funda la alcaldía, ha tenido notable crecimiento demográfico y su economía depende de la agricultura, el comercio, los servicios y la ganadería, desde tiempos coloniales hasta nuestros días.

## Toponimia
Existen diversas interpretaciones de la etimología del topónimo de Tlapanaloya;
indudablemente el nombre antiguo está en lengua náhuatl y proviene de Tetlapanaloyan, el significado es confuso, según Yolanda Lastra, en Los otomíes, su lengua y su historia, describe que el significado de Tetlapanaloyan es «piedra de cal quebrada».
Guillermina Peláez en su monografía describe la etimología como tetl piedra, tlapana como adorar y loyan como indicativo de hacer, siendo su traducción como  «lugar donde se adora la piedra»
María Elena Rodríguez describe en su monografía a Tetlapanaloyan como Te- alguien, tlapana, quebrar y -loyan como lugar, siendo la traducción según la monografía «lugar donde el hombre quiebra piedras en una cantera'»

## Historia

Casa colonial española en Tlapanaloya.

Tetlapanaloyan fue uno de los once pueblos o altépetl de la provincia tepaneca Hueypoxtla pagaba tributos al poderoso imperio Mexica. Este lugar fue habitado por pobladores mexicanos y otomíes, quienes mantuvieron una relación estrecha con los habitantes del norte del Valle de México, región conocida como la Teotlalpan.

### Periodo español
En el año de 1542, el pueblo de Tlapanaloya fue dado en encomienda al español Juan Díaz del Real quien construyó haciendas sobre tierras agrícolas de los indígenas, pagando sus impuestos en el pueblo de San Bartolemé Hueypoxtla para el obispado de la Ciudad de México.

### Periodo independiente
Al crearse el municipio de Tequixquiac el 29 de noviembre de 1820, los pueblos de Tlapanaloya y Apaxco fueron anexados al municipio para aumentar la población, aunque el pueblo de San Bartolomé Hueypoxtla reclamaba el pueblo de Tlapanaloya, el alcalde de Tequixquiac logra anexar al pueblo.

## Geografía

Río Salado de Hueypoxtla en Tlapanaloya.

Flora de Tlapanaloya.

El pueblo de Tlapanaloya, es la segunda localidad más poblada del municicipio. El pueblo está dividido en barrios y dos colonias ejidales.

### Hidrografía
El Río Salado de Hueypoxtla es un afluente de aguas que desaguan las aguas del Gran Canal de Desagüe, en la desembocadura (junta de Ríos). Otros pequeños arroyos se conectan con el río Salado.

### Orografía
El pueblo se encuentra sobre la loma de Monte Alto, la loma de Taxdho y del lado contrario está la Loma de Rinconada, su suelo es calizo y en su composición ortográfica está formada por canteras, siendo un suelo pedregoso. Las lomas de tlapanaloya se conectan con Loma Larga y las Lomas de España hacia el oriente y hacia el norte con los llanos de Santa María Ajoloapan y hacia el sur es una vega de los afluentes del Río Salado donde se desarrolla la agricultura.

## Gobierno y administración
Tlapanaloya es una localidad del municipio de Tequixquiac, es gobernado por un delegado municipal y cuenta con regidores en el ayuntamiento de Tequixquiac debido al número de habitantes

### Barrios
| Barrios            |
| ------------------ |
| Tlapanaloya Centro |
| La Plazuela        |
| La Rinconada       |
| Monte Alto         |
| La Arenilla        |

### Agricultural colonies
| Colonias agrícolas          |
| --------------------------- |
| Colonia Francisco I. Madero |
| Colonia Pajaritos           |

## Transporte
Al ser la segunda localidad más poblada del municipio, algunas empresas transportistas atraviesan todos los barrios y colonias, tienen sus bases de ruta, el paradero más importante es El Puente, sobre la avenida principal. Algunos taxis operan desde El Puente, en el centro.

## Educación
El pueblo de Tlapanaloya cuenta con una oferta educativa pública y privada.
| Barrio            | Institución                                                                          |
| ----------------- | ------------------------------------------------------------------------------------ |
| Centro            | Escuela Primaria Benito Juárez                                                       |
| La Rinconada      | Escuela Primaria Otilio Montaño Centro de Bachillerato Tecnológico No.2, Tequixquiac |
| Colonia Pajaritos | Escuela Secundaria Fray Servando Teresa de Mier                                      |

## Cultura y Patrimonio

### Monumentos históricos

Parroquia de la Asunción.

Puente colonial en Tlapanaloya.

- Parroquia de La Asunción es uno los monumentos más importantes del pueblo de Tlapanaloya, está localizado en la plaza principal, es una construcción barroca que pertenece al Obispado de Cuautitlán.
- Puente del Río Salado es un puente colonial que conecta el camino real con el pueblo de Santiago Tequixquiac y el pueblo de Hueypoxtla.
- Hacienda La Esperanza es una antigua construcción que data del periodo colonial español, su estructura semeja a los castillos y haciendas de Viejo Continente, se ubica sobre un camino real que va hacia Ajacuba.

	* La Casa Grande es una antigua construcción que data del periodo colonial español, es una casona donde se elaboraba pulque en el siglo XIX, actualmente es un establecimiento comercial que sigue vendiendo pulque, se ubica en el barrio de La Rinconada.

### Mitos y leyendas

#### Las brujas
Cuentan las personas que en la loma de Colonia Pajaritos, había mujeres que practicaban la nigromancia y la hechicería, se transformaban en seres nocturnos que vuelan sin ojos y sin piernas, dicen las leyendas que estas mujeres embriagan a los hombres y se chupan la sangre de los niños. Se ven ellas como luces que vuelan en la oscuridad de la noche y brincan de un lugar a otro.